# Nieuport London
El Nieuport London fue un avión bombardero nocturno británico diseñado durante la Primera Guerra Mundial. El London, un triplano bimotor, tuvo problemas por la falta de disponibilidad y fiabilidad de sus motores y no voló hasta 1920. Sólo se construyeron dos ejemplares.

## Diseño y desarrollo
En 1918, Henry Folland, diseñador jefe de Nieuport (England) Ltd (que más tarde se convertiría en Nieuport & General Aircraft Co Ltd.), anteriormente de la Royal Aircraft Factory y diseñador del S.E.5, diseñó el Nieuport London para cubrir la Especificación de la RAF Tipo VII para un bombardero nocturno; se realizó un pedido de seis London en julio de 1918.
El London era un triplano bimotor con alas de dos vanos y envergaduras iguales, propulsado por el nuevo motor radial ABC Dragonfly. Fue diseñado para facilitar la producción y fue construido en madera, con el uso mínimo de accesorios de metal. El fuselaje angular estaba recubierto por tableros de madera de ¼ de pulgada (6 mm) de espesor unidos mediante juntas machihembradas, técnicas más habituales en la fabricación de muebles. Las alas recubiertas de tela no estaban decaladas y tenían alerones instalados en cada ala, mientras que la unidad de cola tenía una aleta ventral prominente similar a la instalada en los cazas S.E.5 y Nighthawk de Folland. La carga de bombas era de 1023 kg, mientras que como el London estaba destinado únicamente a operar de noche, el armamento defensivo se limitaba a un par de ametralladoras Lewis en el morro.
El final de la Primera Guerra Mundial significó que las necesidades de bombarderos pesados de la RAF podían satisfacerse con los Vickers Vimy existentes, y los últimos cuatro London fueron cancelados en diciembre de 1918. A pesar de las grandes expectativas depositadas en el Dragonfly, que se había ordenado para producción a gran escala antes de que se realizaran pruebas, y que constituyó el motor de muchos de los modelos planeados para equipar a la Real Fuerza Aérea de 1919, el motor fue decepcionante, los prototipos del London se retrasaron muchos meses antes de que se entregaran los motores, y el primero finalmente voló el 13 de abril de 1920, seguido por el segundo en julio. A pesar de su estructura simple y líneas angulares, el manejo resultó excelente, siendo posible quitar los alerones de los dos juegos de alas inferiores sin afectar negativamente el control. Aunque Folland había diseñado una versión de transporte civil capaz de transportar a 13 pasajeros o cargas pesadas de mercancías o correo, Nieuport & General cerró en agosto de 1920, poniendo fin al desarrollo del London.

## Especificaciones
Referencia datos: The British Bomber since 1914 

### Características generales
- Tripulación: Dos
- Longitud: 11,4 m (37,5 ft)
- Envergadura: 18,1 m (59,5 ft)
- Altura: 5,3 m (17,5 ft)
- Superficie alar: 100 m² (1076,4 ft²)
- Perfil alar: RAF 15[5]
- Peso vacío: 1987 kg (4379,3 lb) [5]
- Peso cargado: 3924 kg (8648,5 lb) [5]
- Planta motriz: 2× motor radial de 9 cilindros refrigerado por aire ABC Dragonfly I.
  - Potencia: 240 kW (331 HP; 326 CV) cada uno.
- Hélices: Bipala de madera de paso fijo
- Capacidad de combustible: 800 L[6]

### Rendimiento
- Velocidad máxima operativa (Vno): 160 km/h (99 MPH; 86 kt) a nivel del mar
- Alcance: 4 h
- Techo de vuelo: 5500 m (18 045 ft) [5]
- Tiempo a altitud: 30 min para 3000 m (10 000 pies)[5]

### Armamento
- Ametralladoras: 

  - 2x Lewis de 7,7 mm flexible en un anillo Scarff en el morro
- Bombas: 

  - 9 de 110 kg o equivalente

## Aeronaves relacionadas

### Aeronaves similares
- Airco DH.10 Amiens
- Vickers Vimy